# Jade Point
Der Jade Point ist ein moderat ansteigendes Felsenkap im Norden des Grahamlands auf der Antarktischen Halbinsel. An der Südküste der Trinity-Halbinsel stellt es als nordöstlicher Ausläufer der Yatrus Promontory die südliche Begrenzung der Eyrie Bay dar.
Die Benennung des Kaps erfolge durch das UK Antarctic Place-Names Committee am 12. Februar 1964. Namensgebend ist das grünlich schimmernde und an Jade erinnernde Eis am Fuß des Kaps.